# 施韋爾格斯巴赫河
51°9′0″N 8°45′33.65″E / 51.15000°N 8.7593472°E
施韋爾格斯巴赫河（德語：Schwelgersbach），是德國的河流，位於該國西部，流經北萊茵-威斯特法倫州和黑森州，屬於奧爾克河的右支流，河道全長5.5公里，流域面積8.1平方公里。